# 小行星26950
小行星26950（26950 Legendre），天文學臨時編號1997 JH1，是一顆小行星帶的小行星，於1997年5月11日由天文學家保羅·康巴在美國亞利桑那州普雷斯科特天文台發現，以法國數學家阿德里安-马里·勒让德命名。

## 外部連結
- JPL Small-Body Database Browser on 26950 Legendre （页面存档备份，存于）

| 前一小行星： (26949) 1997 JV7 | 小行星列表 | 後一小行星： (26951) 1997 JZ15 |